# Андросенко, Пётр Александрович
Пётр Алекса́ндрович Андро́сенко (20 июня 1952, Обнинск — 12 мая 2011, там же) — российский математик, доктор физико-математических наук, профессор, заведующий кафедрой информационно-компьютерных дисциплин ИАТЭ — Обнинский филиал МИФИ. (1995—2011), ведущий научный сотрудник Российского научного центра «Курчатовский институт» (2008—2011).

## Биография
Родился в 1952 году в Обнинске (свидетельство о рождении № 6) в семье физиков, окончивших специальный факультет физики МГУ в 1948 году и распределённых в лабораторию «В»  (недоступная ссылка с 13-05-2013 [4447 дней]), (отец — Андросенко Александр Лаврентевич, 1919 года рождения, мать — Хеония Даниловна Андросенко (Мищенко), 1924 года рождения).
Окончил факультет кибернетики (К) Обнинского филиала МИФИ в 1975 году по специальности «Прикладная математика» и в том же году поступил на работу в математический отдел ФЭИ. Там прошёл путь от старшего лаборанта до начальника лаборатории, защитил диссертации на соискание учёной степени кандидата, а затем и доктора физико-математических наук. Первая, часто цитируемая, научная публикация выполнена совместно с сотрудником математического отдела Б. А. Ефименко, имевшим совместные работы и публикации с С. М. Ермаковым (руководителем их кандидатских диссертаций был академик Г. И. Марчук).

## Научные достижения
По инициативе и под руководством П. А. Андросенко был создан комплекс программ BRAND (недоступная ссылка)(BRothers ANDrosenko), предназначенный для решения задач переноса нейтронов, фотонов и заряженных частиц методом Монте-Карло в условиях нерегулярной трёхмерной геометрии. Комплекс программ BRAND начал разрабатываться в ФЭИ с начала 1980-х годов, а с середины 1990-х комплекс разрабатывается совместно с Обнинским государственным техническим университетом атомной энергетики. Изначально комплекс предназначался для моделирования методом Монте-Карло исключительно нейтронно-физических экспериментов, но удачно выбранная структура разбиения на модули позволила очень быстро распространить BRAND на задачи расчета защиты от излучений, реакторные задачи, задачи радиационной медицины и другие, охватив моделирование совместного переноса нейтронов, фотонов и заряженных частиц. Во время своей работы в ФЭИ П. А. Андросенко внёс вклад в разработку численных методов решения уравнения переноса для моделирования лазеров с ядерной накачкой.
Математическая эрудированность П. А. Андросенко позволяла ему с блеском решать многие сложные задачи математической физики. За 2006—2011 годы им опубликованы результаты решения таких проблем как:
- учёт неопределенности в вычислительной дозиметрии;
- моделирование показаний детекторов на экспериментальном стенде по определению глубины выгорания ядерного топлива;
- оптимизация конструкции контейнеров для перевозки радиоактивных отходов;
- расчёт ядерной безопасности контейнеров для транспортировки отработавшего ядерного топлива;
- моделирование показаний сцинтилляционных и полупроводниковых детекторов и расчёт их функций отклика;
- расчёт характеристик γ-излучения, проходящего через лабиринты в радиационной защите;
- расчёт дозовых полей с учётом влияния тонких выносных конструкций при использовании конусной радиационной защиты;
- расчёт характеристик мишенных узлов ускорителей частиц.

Под научным руководством П. А. Андросенко разработаны и обоснованы алгоритмы и программы, позволяющие детально учитывать все процессы взаимодействия нейтронов, фотонов и заряженных частиц с веществом на базе оценённых ядерных данных. Многие его труды посвящены проблеме существенного повышения вычислительной эффективности расчётов методом Монте-Карло за счёт как весовых модификаций метода, так и оригинальных способов понижения дисперсии оценок функционалов.
Важное значение для разработки принципов построения и архитектуры программных комплексов, реализующих метод Монте-Карло для решения задач переноса излучений, имели многочисленные обсуждения и дискуссии П. А. Андросенко с Л. В. Майоровым и Е. А. Гоминым, которые в разные годы руководили работами по проекту Monte Carlo Universal в НИЦ «Курчатовский институт», и с которыми П. А. Андросенко связывали не только профессиональные, но и дружеские отношения.
П. А. Андросенко внес существенный вклад в решение таких задач радиационной медицины, как моделирование дозового распределения γ-излучения при брахитерапии, расчёт дозовых нагрузок при внешнем облучении и при внутриполостной радиационной терапии, построение математической модели кровеносной системы для получения поля точечных источников фотонов при использовании в качестве носителей лечебных радионуклидов белковых микросфер, моделирование дозового распределения β-излучения при эндоваскулярной радиохирургии. В 2006 году награждён нагрудными знаком «Ветеран атомной энергетики и промышленности».
П. А. Андросенко — автор и соавтор более 320 научных работ.
Диссертация: Прецезионные методы статистического моделирования в прикладных задачах переноса излучений : Дис. … д-ра физ.-мат. наук: 05.13.18 Обнинск, ФЭИ, 1994.
Руководитель кандидатских работ:
- Пупко С. В. Математическое моделирование пространственно — временных процессов переноса нейтронов в мультиплицирующих системах. Дис. на соиск. учен. степ. к.ф.-м.н.: Спец. 05.13.18. ГНЦ РФ ФЭИ. 1994.
- Компаниец А. В. Развитие и приложения метода Монте-Карло в задачах переноса нейтронов и фотонов с использованием информации из файлов оцененных данных: Автореф. дис. на соиск. учен. степ. к.ф.-м.н.: Спец. 05.13.18 / Компаниец А. В.; [ГНЦ РФ ФЭИ]. Обнинск: 2000. 31 с.: ил.; 20 см.
- Малков М. Р. Методика и алгоритмы статистического моделирования взаимодействия тепловых нейтронов с веществом на основе файлов оцененных ядерных данных: автореф. дис. на соиск. учен. степ. канд. физ.-мат. наук: специальность 05.13.18 <Мат. моделирование, числ. методы и комплексы программ> / Малков Максим Рудольфович; [Гос. науч. центр РФ — Физ.-энергет. ин-т им. А. И. Лейпунского]. — Обнинск: 2005. 25 с.: ил.; 21 см
- Царина, А. Г. Разработка и применение статистических методов для моделирования динамики дисперсных систем [Текст] : автореф. дисс… канд. физ.-мат. наук (05.13.18 — математическое моделирование, численные методы и комплексы программ) / А. Г. Царина; рук. работы : П. А. Андросенко ; Обнинский гос. техн. ун-т атом. энергетики. М. : [б. и.], 2006. 22 с. Б. ц.
- Коньков А. В. Архивная копия от 4 марта 2016 на Wayback Machine Математическое моделирование методом Монте-Карло дозиметрических задач внутреннего облучения в радионуклидной терапии : автореф. дис. … канд. физ.-мат. наук : 05.13.18. M, 2009.
- Белоусов В. И. Архивная копия от 2 июня 2016 на Wayback Machine Прецизионные методы Монте-Карло для расчёта транспорта электронов : канд. физ.-мат. наук (05.13.18 — математическое моделирование, численные методы и комплексы программ) / Белоусов Виктор Иванович; рук. работы : П. А. Андросенко / Ю. А. Кураченко; [Гос. науч. центр РФ — Физ.-энергет. ин-т им. А. И. Лейпунского]. — Обнинск: 2012.

## Педагогическая деятельность
С 1975 года занимался преподавательской работой. Сначала в Обнинском политехникуме, где занимал должность председателя предметной цикловой комиссии, а затем в Институте атомной энергетики.
В 1995 году им основана кафедра информационно-компьютерных дисциплин в Обнинском государственном техническим университете атомной энергетики. Под его руководством выполнены и успешно защищены более 20 дипломных проектов и 6 кандидатских диссертаций. За многолетнюю плодотворную работу по развитию и совершенствованию учебного процесса, активную деятельность в области научных исследований, значительный вклад в дело подготовки высококвалифицированных специалистов он награждён Почетной грамотой Мин образования, нагрудным знаком «Почётный работник высшего профессионального образования РФ».

## Семья
- Дочь Наталья (род. 1982) замужем (вторым браком) за Егором Холмогоровым.

## Избранные публикации
- P.A. Androsenko (недоступная ссылка) and B. A. Efimenko Modification of the Monte Carlo method for calculating radiation fields behind thick shields// Atomic Energy, 1978, Volume 45, Number 4, Pages 995—997
- Андросенко П. А., Попова Г. В. Эффективный метод моделирования распределения Клейна — Нишины — Тамма // Журнал вычисл. математики и математ. физики, т. 21, № 4, 1981.
- P.A. Androsenko (недоступная ссылка) and G. V. Popova Modeling the random energy of a γ-quantum scattered as a result of the compton effect// Atomic Energy, 1981, Volume 50, Number 2, Pages 131—133
- P.A. Androsenko (недоступная ссылка),A. A. Androsenko, Yu. V. Ivanov, A. E. Konyaev and V. F. Kositsyn, et al. Spontaneous fission half-life of240Pu //Atomic Energy, 1984, Volume 57, Number 5, Pages 788—791
- Андросенко А. А., Андросенко П. А. Комплекс программ BRAND для расчетов характеристик переноса излучения методом Монте-Карло // ВАНТ. Сер. ФиТЯР, 1985, вып. 7. — С. 33.
- Андросенко П. А. Константный модуль для моделирования методом Монте-Карло переноса нейтронного, первичного и вторичного гамма-излучения // ВАНТ. Сер. ФиТЯР, 1985, вып. 7. — С. 45.
- B.V. Zhuravlev, N. S. Biryukov, V. I. Trykova, P.A. Androsenko (недоступная ссылка) and V. V. Sinitsa The spectrum of leakages from a lead sphere with a californium neutron source// Atomic Energy, 1987, Volume 62, Number 3, Pages 208—212
- P.A. Androsenko (недоступная ссылка), and T. A. Artem’eva. Method of describing the neutron cross sections in the resonant energy range on solving neutron-transfer problems by the Monte Carlo method //Atomic Energy, 1987, Volume 62, Number 3, Pages 208—212
- А. A. Androsenko, P.A. Androsenko (недоступная ссылка) and S. V. Pupko Solution of transport equations by the Monte Carlo method, taking account of the space-time variation in the interaction cross section//Atomic Energy, 1991, Volume 70, Number 2, Pages 91–96
- Androsenko A.A., Androsenko P.A., Gusev N.V, D’yachenko P.P., Trudy konferentsii 'Fizika Yaderno-Vozbuzhdennoi Plazmy i Problemy Lazerov s Yadernoi Nakachkoy (Proceedings of the Conference on the Physics of Nuclear-Induced Plasma and Problems of Nuclear-Pumped Lasers), Obninsk, Russia, date 1993, pp. 234–238
- P.A. Androsenko (недоступная ссылка), A. E. Konyaev, S. A. Kozhukhovskaya, A. A. Androsenko and A. K. Gorobets, et al. Neutron-coincidence determination of plutonium taking into account multiplication and the actual multiplicity of leakage neutrons// Atomic Energy, 1994, Volume 76, Number 1, Pages 42–48
- B. V. Zhuravlev, A. A. Lychagin, V. I. Trykova, V. G. Demenkov and P.A. Androsenko (недоступная ссылка), et al. Spectrum of leakage neutrons from an iron sphere with a californium neutron source//Atomic Energy, 1994, Volume 76, Number 3, Pages 230—235
- Androsenko P.A., Malkov M.R. «Simulation of thermal neutron transport processes directly from the Evaluated Nuclear Data Files». Abstract book of Conference «Monte Carlo 2000», Lisbon, Portugal, 2000, p. 871
- Androsenko P.A. Архивная копия от 5 марта 2016 на Wayback Machine, Malkov M.R. Simulation of Thermal Neutron Transport Processes Directly from the Evaluated Nuclear Data Files. Advanced Monte Carlo for Radiation Physics, Particle Transport Simulation and Applications / Proc. of Monte Carlo 2000 Conf., Springer-Verlag, Berlin Heidelberg, 2001, p. 67.
- Androsenko P.A., Joloudov D.L., Kompaniyets A.V. Monte Carlo Simulation of Neutron and Photon Transport with Direct Utilization of Information from Evaluated Nuclear Data Files. Advanced Monte Carlo for Radiation Physics, Particle Transport Simulation and Applications / Proc. of Monte Carlo 2000 Conf., Springer-Verlag, Berlin Heidelberg, 2001, p. 871.
- Царина А. Г., Андросенко П. А. Построение модели процесса роста скоплений дефектов при облучении // ВАНТ. Сер. Материаловедение и новые материалы, 2004, вып. 1(62). — С. 368—382.
- P.A. Androsenko Архивная копия от 17 мая 2021 на Wayback Machine / Direct and adjoint sampling of coherent and incoherent photon //Scatteringthe Monte Carlo Method: Versatility Unbounded In A Dynamic Computing World Chattanooga, Tennessee, April 17-21, 2005, on CD-ROM, American Nuclear Society, LaGrange Park, IL (2005)
- П. А. Андросенко (недоступная ссылка), В. И. Белоусов, А. В. Коньков, А. Г. Царина, Современный статус комплекса программ BRAND // Вопросы атомной науки и техники. Сер. Физика ядерных реакторов, 2006, вып. 1, с. 74 — 84.
- Моделирование методом Монте-Карло воздействия ионизирующего излучения на химический состав тканей человека / П. А. Андросенко, В. И. Белоусов, А. Г. Царина // Известия вузов. Ядерная энергетика. — 2007. — № 3, вып. 2. — С. 84-88.
- Прецизионное решение задач переноса электронов методом Монте-Карло / П. А. Андросенко, В. И. Белоусов, А. Г. Царина // Известия вузов. Ядерная энергетика . — 2007. — № 3, вып. 2. — С. 78-83.
- Математическое моделирование кровеносной системы для оценки дозовых распределений, создаваемых микросферами, активированными Re-188 / П. А. Андросенко, А. В. Коньков // Альманах клинической медицины. — 2008. — Т. XVII, ч. 1. — С. 139—143.
- Прямой учёт неопределенности исходных данных в расчетах методом Монте-Карло / П. А. Андросенко, К. М. Колганов // Известия вузов. Ядерная энергетика. — 2008. — № 3. — С. 108—118.
- Метод опорных спектров для оценки парциальных активностей радионуклидов в атмосферном выбросе АЭС / Д. А. Лукьянов, П. А. Андросенко, Л. С. Горн, А. Б. Комиссаров // Ядерные измерительно-информационные технологии. — 2010. — № 4. — С. 16-25.
- Модификация метода индивидуальных соударений для моделирования переноса электронов методом Монте-Карло / П. А. Андросенко, В. И. Белоусов, В. Г. Могулян // Вопросы атомной науки и техники. Сер. Физика ядерных реакторов. — 2012. — № 1. — С. 18-23.
- Modification of the Individual Collision Technique for Simulating Electron Transport Using the Monte Carlo Method / P.A. Androsenko†, V.I. Belousov, and V.G. Mogulyan // Physics of Atomic Nuclei ISSN 10637788, Vol. 76, No. 13, 2013, p. 1563. (https://web.archive.org/web/20160303174606/http://www.maik.ru/cgi-perl/search.pl?type=abstract)